# 西牧氏
西牧氏（にしまきし）は、日本の豪族・武家。信濃国に盤踞した滋野氏の一党であるとされ、安曇郡穂高地域（梓川一帯）を根拠とした武家。安土桃山期まで勢力を維持したが、天正壬午の乱において上杉氏の攻撃により没落した。

## 概要

### 平安時代
西牧氏は、西牧郷に拠って中村館に居を構えたとされている。その後同地に土着するとともに、金松寺を祈願寺として建造したという。

### 鎌倉時代
西牧氏の初出は、建仁3年（1203年）、真光寺における阿弥陀像の銘として「滋野兼忠」また「兼茂」の名がある。
嘉暦4年（1329年）における諏訪上社頭役として西牧氏が列している。また、このころには諏訪神党の一員として諏訪氏との関係が深かったことから梶の葉紋を使用していたという。

### 南北朝・室町時代
建武2年（1335年）、西牧氏が代々管轄・開発していた住吉荘に小笠原貞宗が地頭職を得た。これによって西牧一族は勢力を弱めるが、若宮八幡宮の創建を行うなど、一定の権威を保持した。
応永7年（1400年）、信濃国人衆（大文字一揆）が小笠原長秀を放逐した大塔合戦では、西牧氏が軍勢の一部を率いている。
応永22年（1415年）には西牧刑部左衛門尉および西牧時兼ら国人一揆衆が、小笠原長秀の住吉荘・春近領の知行を取りやめるよう幕府に訴状を提出した。
永享3年（1431年）平福寺観音堂鰐口に西牧憲兼がその名を残しており、永享12年（1440年）の結城合戦では、小笠原政康以下参陣者の中に西牧姓がある。また、応仁2年（1468年）には西牧満忠が諏訪上社へ一貫文を納めた。その後も、西牧満兼という人物が諏訪上社へ金銭を納入している。

### 戦国・安土桃山時代
文明12年（1480年）には、小笠原長朝が安曇郡の大族・仁科氏を穂高川における合戦で破っている。
西牧氏は仁科氏らに付いて反小笠原勢となるものの、連盟を組んだ山家氏が下り、また西牧氏も本領を攻撃されて「屋形」をはじめとする主要建造物が炎上、西牧一族は長朝に降伏した。その後、穂高神社の遷宮日記に名がみられるなどしている。
天文3年（1534年）には、小笠原氏家臣団の中、家老衆に「西牧美作守信道」が列しており、160騎を率いている。
天文15年（1546年）には滋野貞兼が真光寺を再興したという。
天文17年（1548年）、塩尻峠の戦いには西牧氏も参戦したが、西牧信道は三村氏らと共に武田晴信方に内応し、その後小笠原長時が遁走すると武田氏に仕えた。
天文20年（1551年）には武田方の西牧氏らと小笠原軍が戦っており（野々宮合戦）、小笠原勢が勝利を収めている。これにより、西牧城にまで攻撃の手が及び、西牧氏の軍兵が多く討ち取られたという。
天正10年（1582年）、木曽義昌が武田勝頼に背くと、深志城周辺の守備として西牧氏や、その一党である古畑氏が詰めたが、西牧・古畑は勝頼に謀反して中塔城に籠城したという。このとき、深志城下にて武田軍と合戦している。
間もなくして武田勝頼や織田信長が滅び、これと同時に信濃国では錯乱が勃発した（天正壬午の乱）。この時、上杉景勝の支援を受けた小笠原貞種が深志城を攻めた。木曽氏方であった西牧氏は、上杉方優勢により安曇郡から落ち延び、6月には西牧氏領は市川信房の所領となっている。
天正11年（1583年）には、梓川沿いに残っていた西牧一党は小笠原の攻勢によって放逐され、ついには木曽氏のもとに落ち延びることとなった。こうして、信濃国国人としての西牧氏は滅亡することとなった。

### 江戸時代
江戸期、木曽福島に置かれた尾張藩代官山村氏の家臣の中に西牧の名がある。このため、木曽に逃げ延びた西牧一党は、木曽氏一族の関東転封後も木曽にとどまったと考えられる。